# راب فلین
لارنس متیو کارداین (به انگلیسی: Lawrence Matthew Cardine) با نام مستعار راب فلین متولد ۱۹ ژوئیه ۱۹۶۸، (۲۸ تیر ۱۳۴۷) در اوکلند، کالیفرنیا موسیقیدان آمریکایی است. او ترانه‌سرای اصلی، گیتارنواز و یکی از بنیانگذاران گروه ترش متال مشین هد است.